# 伊奈忠次
伊奈 忠次（いな ただつぐ）は戦国時代から江戸時代初期にかけての武将・大名。武蔵小室藩・初代藩主。

## 生涯

### 生い立ち
三河国幡豆郡小島城（現在の愛知県西尾市小島町）主・伊奈忠家の嫡男（忠家の父・忠基]の末子との説もあり）に生まれる。永禄6年（1563年）に父・忠家が三河一向一揆に加わるなどして徳川家康の下を出奔。天正3年（1575年）の長篠の戦いに陣借りをして従軍して功を立て、ようやく帰参することができた。家康の嫡男・信康の家臣として父と共に付けられたものの、信康が武田氏との内通の罪により自刃させられると再び出奔し、和泉国・堺に在した。

### 武将として

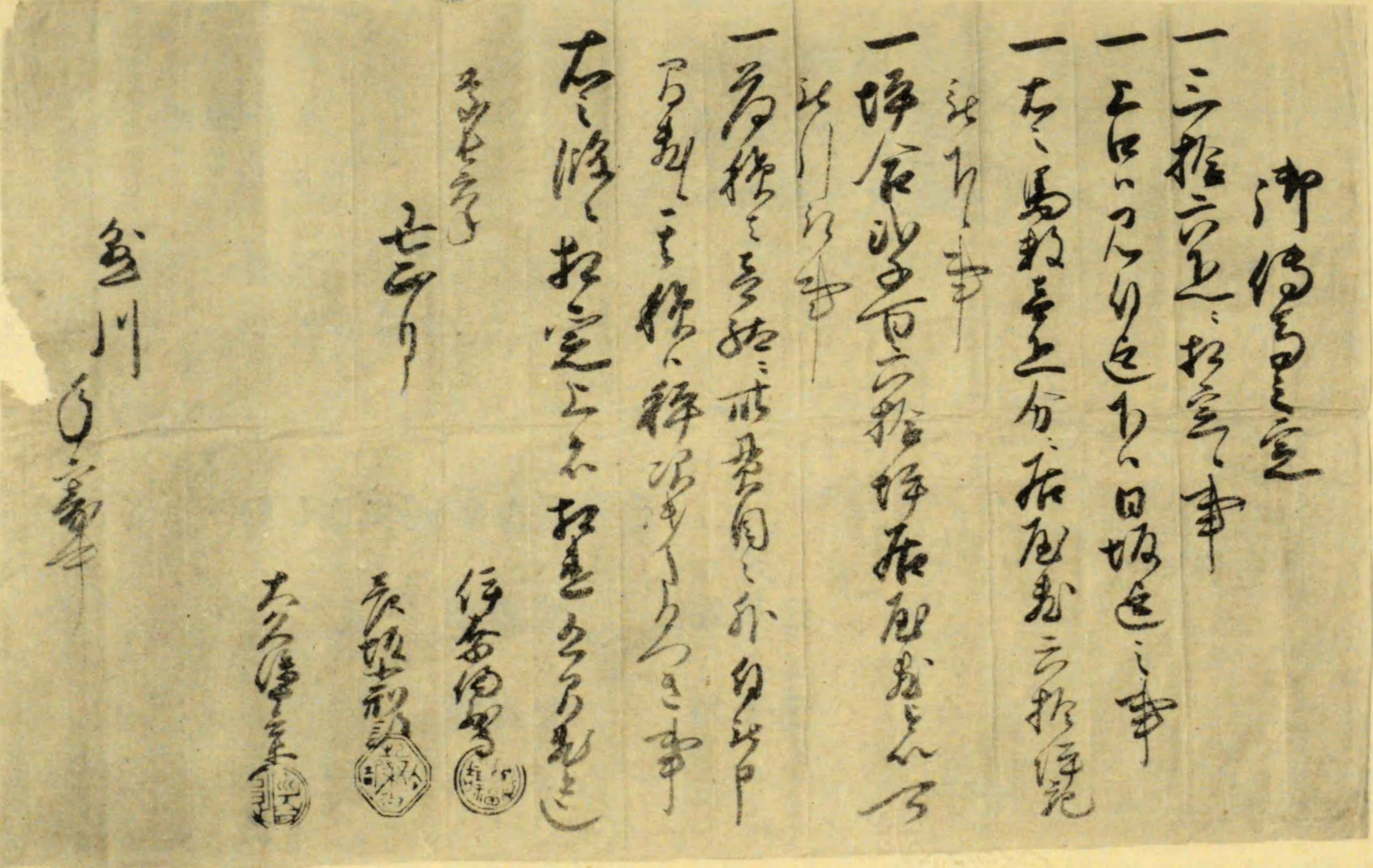
遠江国佐野郡懸川宿の年寄に対する掟書（『德川家奉行衆連署傳馬掟書』慶長6年1月、個人蔵）。彦坂元正、大久保長安と連署しており、「伊奈備前守」と記され黒印が押されている

天正10年（1582年）に本能寺の変が勃発し、堺を遊覧中であった家康を本国へと脱出させた伊賀越えに小栗吉忠らと共に貢献する。この功により再び帰参が許され、父・忠家の旧領・小島を与えられた。また三遠奉行の一人として検地などの代官であった吉忠の同心となり、後に吉忠の跡を継ぐ形で代官衆の筆頭になる。以後駿・遠・三の奉行職として活躍、豊臣秀吉による小田原征伐や文禄・慶長の役では大軍を動かすための小荷駄による兵粮の輸送、街路整備などを一手に担い、代官としての地位を固めた。
家康が江戸に移封された後は関東代官頭として大久保長安、彦坂元正、長谷川長綱らと共に家康の関東支配に貢献した。
慶長15年（1610年）、61歳で死去、遺領と代官職は嫡男の忠政が継いだ。
大正元年（1912年）、正五位を追贈された。

## 功績
武蔵国足立郡小室（現・埼玉県北足立郡伊奈町小室）および鴻巣において1万石を与えられ、関東を中心に各地で検地、新田開発、河川改修を行った。利根川や荒川の付け替え普請（利根川東遷、荒川西遷）、知行割、寺社政策など江戸幕府の財政基盤の確立に寄与しその業績は計り知れない。関東各地に残る備前渠や備前堤と呼ばれる運河や堤防はいずれも忠次の官位「備前守」に由来している。また、伊奈町大字小室字丸山に伊奈氏屋敷跡がある。
諸国からの水運を計り、治水を行い、江戸の繁栄をもたらした忠次は、武士や町民はもとより、農民に炭焼き、養蚕、製塩などを勧め、桑、麻、楮などの栽培方法を伝えて広めたので「神様・仏様・伊奈様」と農民に敬われていたという。伊奈忠次に因み埼玉県・中東部の自治体を「伊奈町」と命名。次男・忠治に因み茨城県筑波郡伊奈町（現在のつくばみらい市伊奈地区）と命名していて、親子2代が町名由来である。
伊奈町音頭は「ハァ〜伊奈の殿様忠次公の（ヤサヨイヤサ）」と歌い出される。

## 系譜
- 父：伊奈忠家
- 母：不詳
- 正室：深津氏
  - 嫡男：伊奈忠政
- 生母不明の子女
  - 次男：伊奈忠治
  - 男子：日誉源貞
  - 男子：伊奈忠公
  - 男子：伊奈忠雪
  - 男子：伊奈長直
  - 男子：伊奈忠氏
  - 女子：内藤正成室
  - 女子：宮田主馬室
  - 女子：向井忠宗室